# Рэдклифф, Генри, 4-й граф Сассекс
Генри Рэдклифф, 4-й граф Сассекс (англ. Henry Radclyffe, 4th Earl of Sussex; ок. 1530 — 14 декабря 1593) — английский пэр и политик.

## Биография
Родился около 1530 года. Младший сын Генри Рэдклиффа, 2-го графа Сассекса (1507—1557), и его первой жены Элизабет Говард, дочери Томаса Говарда, 2-го графа Норфолка.
2 октября 1553 года он был посвящен в рыцари Генри Фицаланом, 19-м графом Арунделом, а также избирался в Палату общин Англии от Малдона в 1555 году и Чичестера в 1559 году.
В 1556 году он отправился в Ирландию в свите своего старшего брата Томаса Рэдклифа, 3-го графа Сассекса. Там он был назначен тайным советником в 1557 году и командовал отрядом всадников. В 1558 году он стал лейтенантом форта Мэриборо и был осажден там ирландцами под командованием Донога О’Конора. Он заседал в ирландской Палате общин в качестве депутата от Карлингфорда в 1559 году, а два года спустя был назначен лейтенантом графств Лейкс и Оффали. Ему удалось сохранить спокойствие в округе, но в 1564 году, когда из Англии были отправлены комиссары для доклада о состоянии ирландского правительства, против Генри Рэдклифа были выдвинуты обвинения в коррупции при обращении со средствами, предназначенными для выплаты солдатам. Ему было приказано немедленно вернуть 8 000 фунтов стерлингов, и за отказ он был заключен в тюрьму (январь 1565 г.). Вскоре после своего освобождения из заключения он навсегда покинул Ирландию. В 1577 году ему была пожалована недвижимость в графствах Килкенни и Уэксфорд.
В Англии Генри Рэдклифф уже был назначен пожизненным констеблем замка Порчестер и лейтенантом Саутбер-Форест (14 июня 1560 г.). В 1571 году, когда он был избран депутатом от Хэмпшира, он получил должность смотрителя и капитана города, замка и острова Портсмут и действовал в этом качестве до своей смерти. В 1572 году он был избран депутатом от Портсмута. Он сменил своего старшего брата на посту графа Сассекса 9 июня 1583 года, обнаружив, что поместье обременено долгом перед короной. В течение следующего десятилетия, вплоть до своей смерти, он был покровителем труппы «Люди графа Сассекса», которая исполнила несколько ранних пьес Шекспира в «Розе» (театр) под руководством Филипа Хенслоу, в том числе «Тита Андроника» и «Ричарда III».
В августе 1586 года он выслеживал предполагаемый католический заговор в Портсмуте и наблюдал за подозрительными судами у побережья. В 1588 году он активно снабжал припасами и порохом корабли, которым было поручено противостоять испанской армаде. За свои заслуги 22 апреля 1589 года он был удостоен звания кавалера Ордена Подвязки.
Он умер 14 декабря 1593 года и был похоронен в Борэме, графство Эссекс, рядом со своим братом и женой.

## Семья
6 февраля 1549 года Генри Рэдклифф женился на Оноре Паунд, дочери Энтони Паунда из Дрейтона, Фарлингтон, Хэмпшир. У Генри и Оноры был один сын:
- Роберт Рэдклифф, 5-й граф Сассекс (12 июня 1573 — 22 сентября 1629), 1-я жена — Бриджит Моррисон, 2-я жена — Фрэнсис Шут Мотис